# Billy Sims
College Football Hall of Fame 1995
(en) Statistiques sur pro-football-reference
Billy Sims, né le 18 septembre 1955 à Saint-Louis dans le Missouri, est un joueur professionnel de football américain. Il évoluait au poste de running back.

## Débuts
Sims grandi à Saint-Louis (Missouri) mais s'installe à Hooks dans le Texas où il vit avec sa grand-mère. Il fait trois ans à la Hooks High School où il court 1128 fois (un record à l'époque qui sera dépassé par Robert Strait. Il établit d'autres records.

## Carrière de joueur

### Université d'Oklahoma
Billy est recruté en 1975 par Barry Switzer. Ses blessures l'empêchent d'être dans l'équipe et il effectue 545 yards en deux saisons. Il se remet au travail en 1976 où il effectue une moyenne de 7,6 yards par course (10,9 points par match). En 1978, il remporte le Trophée Heisman et termine finaliste en 1979 quand le trophée est gagné par Charles White.
Après une défaite contre l'Université de l'Arkansas 31-6, Sims conduit les siens à deux Orange Bowl après des victoires 31-24 contre l'Université du Nebraska et 24-7 face aux Seminoles de Florida State. Il devient le running back numéro 1 dans le pays pendant un moment.

### Lions de Détroit

#### 1980
Sims est le premier joueur à avoir été drafté lors du Draft 1980 de la NFL. Il intègre les Lions de Détroit lors de la saison 1980. Lors de cette première saison, Billy joue tous les matchs de la saison, parcourant 1924 yards et inscrivant 16 touchdowns. À noter qu'il fera beaucoup de fumbles lors de cette saison avec 12. Les Lions échouent aux portes des playoffs alors qu'il avait le même nombre de victoires (9) et de défaites (7) que les Vikings du Minnesota, ils prennent la deuxième place en raison des résultats enregistrés en conférence. Il fera partie de la seconde meilleure équipe de la saison (Second-team All-Pro selection) et le meilleur rookie à l'attaque de la saison (Offensive Rookie of the Year).

#### 1981
En 1981, Sims joue 14 matchs mais les Lions terminent une nouvelle fois seconds derrière cette fois les Buccaneers de Tampa Bay. Sims reste pourtant sur la même lancée, foulant 1888 yards dans la saison et inscrivant 15 touchdowns. Il intègre même l'équipe type de la NFL après cette saison.

#### 1982
La saison 1982 le voit moins jouer à cause d'une grève qui paralyse la saison 1982 et qui empêche la tenue des sept derniers matchs. Les classements ne furent en conférence mais en division permettant à Detroit de se qualifier pour les play-off. Mais la franchise est éliminée face aux Redskins de Washington après une défaite 31-7. Avec ses 981 yards parcourus et ses 4 touchdowns, Sims fera encore partie du Pro Bowl 1982.

#### 1983
Detroit se qualifie pour la deuxième partie de saison en 1983 grâce notamment à Billy qui totalise 1459 yards et 7 touchdowns. Detroit perd ensuite d'un petit point face aux 49ers de San Francisco.

#### 1984
La saison 1984 est la dernière de Sims au haut niveau. Il joue 8 fois, inscrit 5 touchdowns et parcourt 926 yards. Les Lions terminent avant-derniers de leur conférence.

## Accomplissements
- Vainqueur du Trophée Heisman en 1978
- Vainqueur du Walter Camp Award
- Joueur universitaire Associated Press et United Press International de l'année 1978
- Joueur universitaire United Press International de l'année 1978
- Joueur universitaire Sporting News de l'année 1978
- Vainqueur du Chic Harley Award en 1978
- Trophée Hall of Fame du Orange Bowl